# Chemiepark Linz

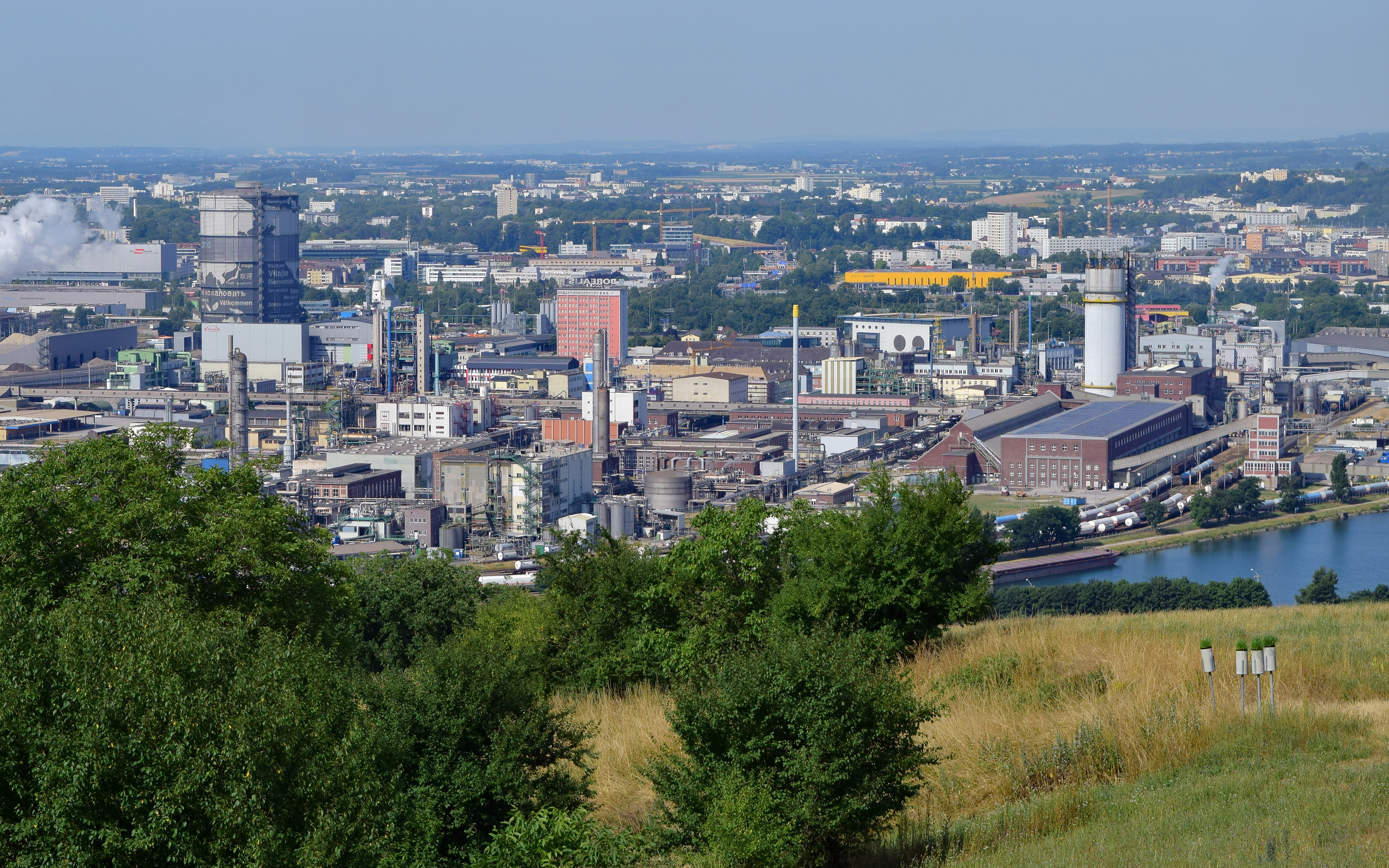
Blick vom Pfenningberg auf den Chemiepark

Der Chemiepark Linz ist ein 1 km² großes Industrieareal im Stadtgebiet von Linz, an dem zahlreiche Unternehmen vorwiegend der Chemieindustrie angesiedelt sind. Der Chemiepark besitzt Anschluss an das Autobahn- und Bahnnetz und ist über den Tankhafen an die Wasserstraße der Donau angebunden.

## Geschichte

### Stickstoffwerke Ostmark / Chemie Linz

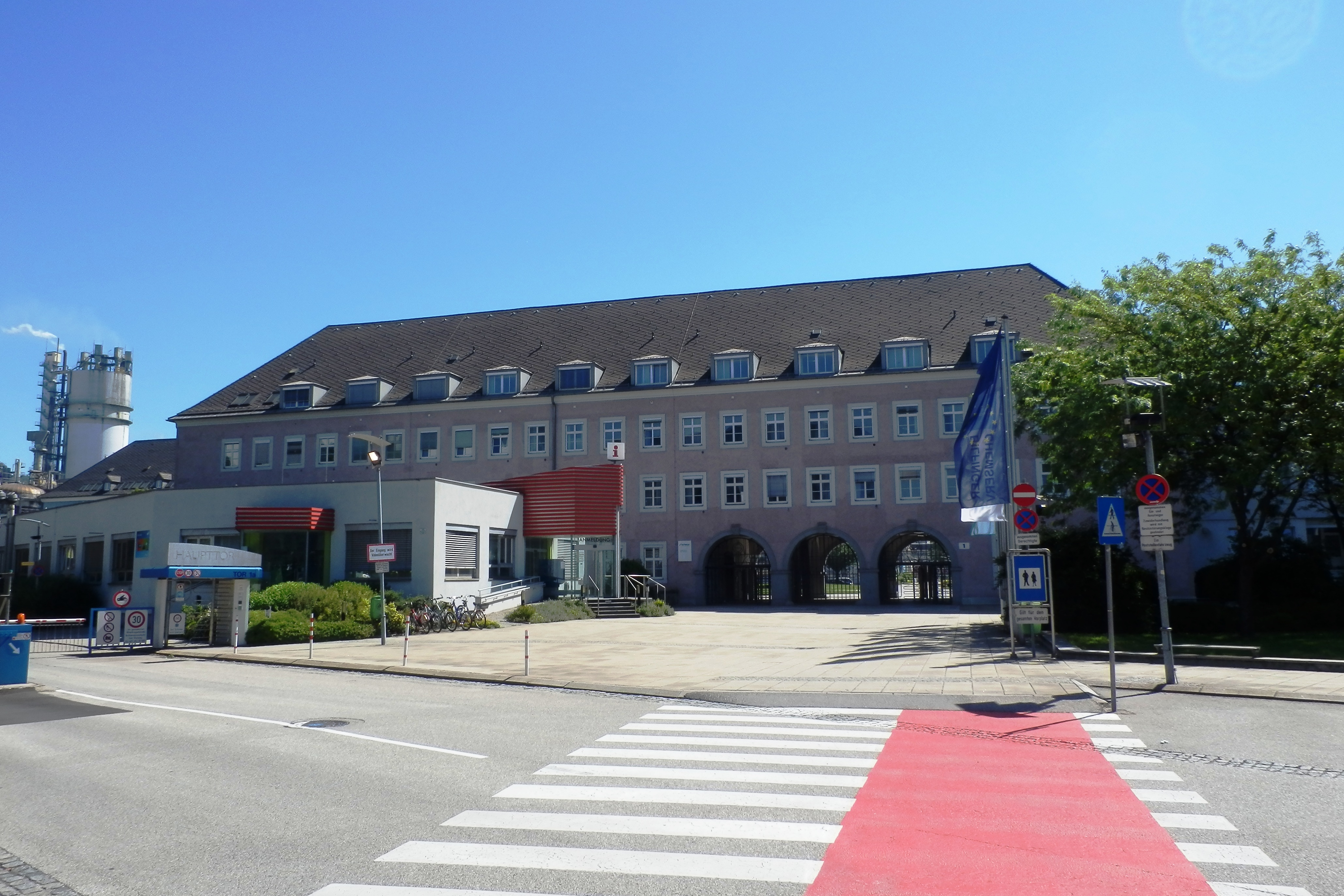
Altes Direktionsgebäude der ehem. Stickstoffwerke (2017)

Der Standort wurde 1939 als Stickstoffwerke Ostmark AG gegründet, aus denen 1946 die Österreichische Stickstoffwerke AG hervorging. Sie produzierte ab 1943 hauptsächlich Düngemittel, später diverse chemische Roh- und Grundstoffe, Pflanzenschutzmittel, Kunststoffe und Weichmacher, Klebstoffe und Pharmazeutika. (Bis 1951 waren in den Linzer Stickstoffwerken mehrere, im Tierversuch muskelrelaxierende Substanzen synthetisiert worden, wovon im gleichen Jahr das Succinylcholin (als Lysthenon) in die klinische Praxis eingeführt wurde).
1973 erfolgte die Umbenennung in Chemie Linz AG. Ab den späten 1980er Jahren wurden Tochtergesellschaften ausgelagert (Chemie Linz, Agrolinz, CL Pharma) und der Konzern in weiterer Folge in mehrere Einzelunternehmen geteilt. Die Chemie Linz ist gutteils in der Wiener Firma Borealis aufgegangen (Borealis Agrolinz), der Bereich Feinchemikalien kam zum niederländischen Konzern DSM (DSM Fine Chemicals), der Pharma-Bereich zur Schweizer Nycomed.

### Altlasten
Das Chemie-Linz-Areal ist der größte Altstandort chemischer Produktion in Österreich. Es wurde im ehemaligen Augebiet der Donau angeschüttet. Aus 50-jähriger Produktion dürfte die Belastung erheblich sein, vermutlich vornehmlich organische Lösungsmittel und Pestizide. Am östlichen Ende des Standortes bestand 1954–1972 eine Deponie. Es kann nicht ausgeschlossen werden, dass Kontaminationen auch in die Donau gelangen. Daher ist der Chemiepark mit 91 ha im österreichischen Altlastenatlas eingetragen (Altlast O44).

## Unternehmen im Chemiepark Linz
- Bilfinger Chemserv
- Borealis Agrolinz Melamine
- Borealis Polyolefine
- Patheon, part of Thermo Fisher Scientific (seit 2016, ehem. DSM, DPx)[4]
- Esim Chemicals
- Nufarm
- Takeda (ehem. Nycomed)
- Vertellus Specialties Austria (seit 2021, ehem. IM der Esim Chemicals)[5]

sowie zahlreiche weitere Unternehmen oder Firmenniederlassungen.